# Anthicus coracinus
Anthicus coracinus är en skalbaggsart som beskrevs av Leconte 1852. Anthicus coracinus ingår i släktet Anthicus och familjen kvickbaggar. Inga underarter finns listade i Catalogue of Life.